# Banassac
Banassac è un comune francese soppresso e frazione del dipartimento della Lozère nella regione dell'Occitania. Dal 1º gennaio 2016 si è fuso con il comune di Canilhac per formare il nuovo comune di Banassac-Canilhac.

## Storia
Di origine gallo-romana, Banassac era a quell'epoca un importante centro di produzione di ceramica sigillata. Questa produzione sarà attiva dal I secolo d.C. fino alle grandi invasioni barbariche del III secolo. In epoca merovingia il comune fu un centro di conio: circa un decimo delle monete risalenti a quel periodo provengono proprio da questo comune.

## Società

### Evoluzione demografica
Abitanti censiti